# Pachythelia
Pachythelia is een geslacht van vlinders van de familie van de zakjesdragers (Psychidae).

## Soorten
- Pachythelia robusta Krüger, 1939
- Pachythelia villosella (Ochsenheimer, 1810)